# Niko Kapanen
Niko Kapanen (ur. 29 kwietnia 1978 w Hattula) – fiński hokeista, reprezentant Finlandii, dwukrotny olimpijczyk.

## Kariera klubowa
- HPK U16 (1992–1993)
- HPK U18 (1993–1995)
- HPK U20 (1994–1999)
- HPK (1995–2000)
- TPS (2000–2001)
- Utah Grizzlies (2001–2002)
- Dallas Stars (2002–2004)
- EV Zug (2004–2005)
- Dallas Stars (2005–2006)
- Atlanta Thrashers (2006–2007)
- Phoenix Coyotes (2007–2008)
- Ak Bars Kazań (2008–2013)
- HC Lev Praga (2013–2014)
- Jokerit (2014-2016)
- HPK (2016-2017)

Wychowanek klubu HPK. Od 2008 do czerwca 2013 zawodnik rosyjskiej drużyny Ak Bars Kazań występującej w rozgrywkach KHL. Od sierpnia 2013 zawodnik HC Lev Praga. Od lipca 2014 zawodnik Jokeritu. Od czerwca 2016 ponownie zawodnik HPK. Po sezonie Liiga (2016/2017), rozegranym w barwach macierzystego klubu, ogłosił zakończenie kariery zawodniczej.

## Kariera reprezentacyjna
Uczestniczył w turniejach mistrzostw świata w 2000, 2001, 2002, 2003, 2004, 2005, 2007, 2008, 2009, 2011, 2012, Pucharu Świata 2004 oraz zimowych igrzysk olimpijskich 2006, 2010.

## Sukcesy

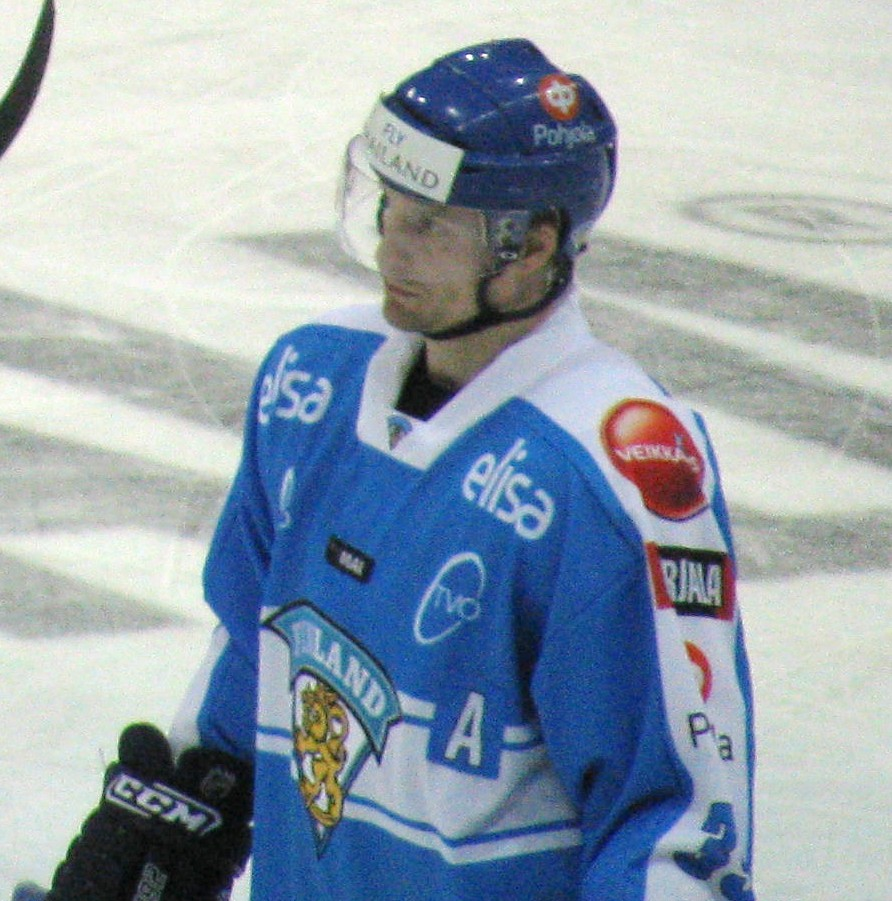
Niko Kapanen w barwach Finlandii (2009)

Reprezentacyjne
- Brązowy medal mistrzostw świata: 2000, 2008
- Srebrny medal mistrzostw świata: 2001, 2007
- Srebrny medal Pucharu Świata: 2004
- Srebrny medal zimowych igrzysk olimpijskich: 2006
- Brązowy medal zimowych igrzysk olimpijskich: 2010
- Złoty medal mistrzostw świata: 2011

Klubowe
- Brązowy medal mistrzostw Finlandii: 1997, 1999, 2000 z HPK
- Złoty medal mistrzostw Finlandii: 2001 z TPS
- Mistrzostwo dywizji NHL: 2003, 2006 z Dallas Stars, 2007 z Atlanta Thrashers
- Złoty medal mistrzostw Rosji: 2009, 2010 z Ak Barsem Kazań
- Puchar Gagarina – mistrzostwo KHL: 2009, 2010 z Ak Barsem Kazań
- Finał KHL o Puchar Gagarina: 2014 z HC Lev Praga

Indywidualne
- Mistrzostwa Świata w Hokeju na Lodzie 2009/Elita:
  - Pierwsze miejsce w klasyfikacji strzelców turnieju: 7 goli (ex aequo z Jasonem Spezzą i Stevenem Stamkosem)
- KHL (2009/2010):
  - Czwarte miejsce w klasyfikacji strzelców w fazie play-off: 8 goli
  - Drugie miejsce w klasyfikacji kanadyjskiej w fazie play-off: 17 punktów
  - Drugie miejsce w klasyfikacji zwycięskich goli w fazie play-off: 2 gole
  - Nagroda „Sekundy” (dla strzelca najpóźniejszego gola w meczu): w fazie play-off podczas trzeciej dogrywki meczu uzyskał gola w 104 minucie 44 sekundzie spotkania
- Mistrzostwa Świata w Hokeju na Lodzie 2011/Elita:
  - Pierwsze miejsce w klasyfikacji kanadyjskiej turnieju: 12 punktów
- KHL (2011/2012):
  - Nagroda Najlepsza Trójka dla tercetu najskuteczniejszych strzelców ligi (oraz Aleksiej Morozow i Danis Zaripow) - łącznie 46 gole